# Роман Орлик
Роман Едмунд Орлик (пол. Roman Edmund Orlik; 26 січня 1918, Рогозьно — 8 квітня 1982, Ополе) — польський танкіст-ас, учасник Другої світової війни. За вересень 1939 на танкетці TKS з 20-мм гарматою підбив 13 німецьких танків (серед яких імовірно один PzKpfw IV Ausf B). Нагороджено Хрестом Хоробрих.

## Біографія
Народився 26 січня 1918 у Рогозьно, Велика Польща, на той час Німецька імперія в інтелігентній сім'ї. Батько, Янек, загинув на війні у 1917. У 1936 закінчив школу. З 25 вересня 1936 до 01 жовтня 1937 проходив навчання у навчальному центрі танкових військ неподалік від Модлинської фортеці, а потім в бронетанковому батальйоні в Познані. З 1937 по 1938 навчався на будівельному факультеті Варшавського політехнічного інституту. З 5 серпня 1938 по 24 серпня 1939 працював в Управлінні пошти і телеграфів в Połajewie.

## Участь у бойових діях

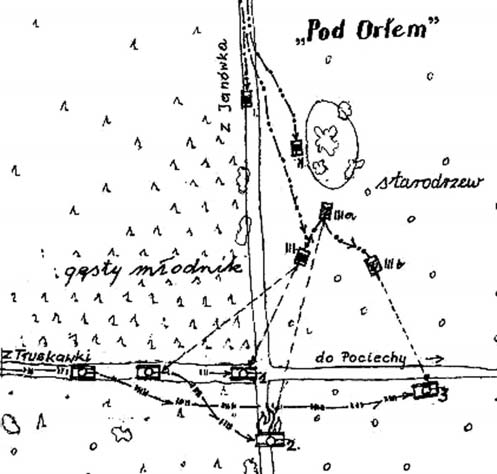
Схема бою 18 вересня 1939

26 серпня 1939 призваний до армії, направлено до розвідувального взводу 71-го танкового батальйону Великопольської кавалерійської бригади. Згодом у званні сержанта призначено командиром танкетки TKS з 20-мм гарматою wz.38 FK Модель A; механіком-водієм був капрал Броніслав Закржевській (пол. Bronisław Zakrzewski).
14 вересня 1939 при атаці кавбригади на Брох (пол. Brochów) екіпаж Орлика знищив 3 танки 36-го танкового полку 4-ї танкової дивізії Вермахту.
18 вересня 1939 під час битви на Бзурі екіпаж Орлика разом з двома іншими екіпажами, озброєними танкетками TK-3, був відправлений на розвідку місцевості поблизу лісового масиву Кампінос на захід від Варшави. Почувши гуркіт танків супротивника та наказавши екіпажам на кулеметних танкетках TK-3 знайти укриття, сам зайняв позицію в засідці. З'явилися три німецьких танки, серед них один Panzer IV Ausf B та два Panzer 35(t), а також кілька автомашин 11-го танкового полку 1-ї легкої дивізії. Підпустивши колону ближче, Орлик раптово відкрив вогонь та знищив всі танки противника, а інші сили змусив покинути поле бою. Командиром знищеного танка PzKpfw 35(t) був оберлейтенант принц Віктор IV Альбрехт Ратиборський, загиблий в цьому бою. Екіпажу Орлика вдалося вийти з бою без втрат.
19 вересня 1939 Орлик, в результаті успішної контратаки проти німецької механізованої колони близько Серакув, записав на свій рахунок ще 7 підбитих Panzer 35(t) та захопив двох полонених. Залишив поле бою тільки після того, як скінчилися боєприпаси.
Після падіння Варшави Роман Орлик приєднався до польського руху опору у підпіллі.
Нагороджено Хрестом Хоробрих.

## Повоєнні роки
Після війни закінчив Школу візуальних мистецтв, працював у Лодзі. Проектував навчальні корпуси, гуртожитки для іноземців та бібліотеку Лодзького університету. Цей проект вважається найбільш складним архітектурним шедевром комуністичного періоду Лодзі. В подальшому вивчав архітектуру в університеті Вроцлава. З початку 1970-х жив у Ополе та працював за фахом архітектора. Загинув у автокатастрофі у 1982.